# Macropiper kandavuense
Macropiper kandavuense är en pepparväxtart som först beskrevs av A.C. Smith, och fick sitt nu gällande namn av A.C. Smith. Macropiper kandavuense ingår i släktet Macropiper och familjen pepparväxter. Inga underarter finns listade i Catalogue of Life.